# Mielichhoferia lonchocarpa
Mielichhoferia lonchocarpa là một loài Rêu trong họ Bryaceae. Loài này được Müll. Hal. mô tả khoa học đầu tiên năm 1897.